# 杰夫·格雷尔
杰弗里·格雷尔（英語：Jeffrey Grayer，1965年12月17日—），美国NBA联盟前职业篮球运动员。他在1988年的NBA选秀中第1轮第13顺位被密尔沃基雄鹿选中。